# أرتورو دي موديكا
أرتورو دي موديكا (بالإيطالية: Arturo Di Modica)‏ (26 يناير 1941 في فيتوريا - 19 فبراير 2021)؛ نحات إيطالي، اشتهر بمنحوتة الثور الهائج خارج الحي المالي بمنهاتن في نيويورك.